# Latindia catharinensis
Latindia catharinensis är en kackerlacksart som beskrevs av Rocha e Silva 1971. Latindia catharinensis ingår i släktet Latindia och familjen Polyphagidae. Inga underarter finns listade i Catalogue of Life.